# الحب الذي كان (مسلسل)
الحب الذي كان، مسلسل تلفزيوني درامي كويتي عرض بعام في رمضان 2010. وبطولة محمد المنصور وانتصار الشراح. ومن إخراج شرويت عادل وتاليف فاطمة الصولة.

## البطولة
- محمد المنصور.
- انتصار الشراح.
- عبد الرحمن العقل.
- عبد الإمام عبد الله.
- أمل عباس.
- حسين المنصور.
- منصور المنصور.
- فرح بسيسو.
- سلمى سالم.
- مها محمد.
- صمود.
- مي عبد الله.
- سناء بكر يونس.
- محمد الشعيبي.
- حمد اشكناني.
- هند الشاهين.
- منصور حسين المنصور.